# Horst Hoheisel
Horst Hoheisel (né le 6 décembre 1944 à Poznań) est un sculpteur allemand.

## Biographie
Hoheisel apprend la sylviculture à Munich et Göttingen puis fait des études artistiques à Munich et à Cassel. Il vit un temps dans un village des Yanomami dans la forêt d'Amazonie en vue d'un doctorat sur l'écosystème de la forêt tropicale au Venezuela.
Il participe à la dOCUMENTA (13) en 2012.

## Source de la traduction
- (de) Cet article est partiellement ou en totalité issu de l’article de Wikipédia en allemand intitulé « Horst Hoheisel » (voir la liste des auteurs).